# Bede BD-4
El Bede BD-4 es un avión utilitario estadounidense de cuatro plazas para construcción amateur. Ha sido el primer avión comercializado como un kit en los Estados Unidos y ha estado en el mercado desde 1968.

## Un nuevo concepto
A mediados de la década de 1960 Jim Bede regresó a sus principios originales que le condujeron al diseño del «Bede BD-1». Volvió a emprender la realización de un avión destinado a la construcción amateur. El nuevo proyecto fue para un monoplano de ala alta en voladizo y de aspecto convencional.  Puede recibir del constructor, a elegir, un tren de aterrizaje clásico, con rueda trasera un tren triciclo con rueda delantera. El avión también podía realizarse en formato biplaza o en cuatro plazas. Para simplificar la construcción, el número de superficies curvadas se limitó a los del capó y del tren de aterrizaje carenados, hechos de fibra de vidrio. Por consiguiente, en el revestimiento del fuselaje con láminas de aluminio que no fue necesario darles forma. La estructura de ala se basa en un concepto original: cada nervio consiste en una parte que constituye la base del recubrimiento del extrados. Por consiguiente, el ala se ensambló enroscando las costillas a una viga tubular y pegando una a otra.

Para ayudar a los constructores amateurs poco prácticos, se tuvo especial cuidado en producir el paquete de planos, siempre acompañado por un manual de construcción detallado de 165 páginas titulado «Build Your Own Airplane». El avión completo se suministraba en siete lotes pero el motor, la hélice y la pintura estaban excluidos. De acuerdo con la publicidad de Bede Corp, eran necesarias entre 900 y 1500 horas de construcción y un local de 9 × 4 m² para hacer un BD-4.

## Un éxito comercial
El prototipo (N624BD, s / n 1) construido por Jim Bede, Paul Griffin, Delmar Hostetler y Lou Herman,  voló por primera vez el 1 de agosto de 1968 en  Newton, Kansas. Fue presentado en la convención anual de la EAA en Rockford ese año y tuvo un éxito inmediato, debido tanto a su facilidad de construcción como a su rendimiento. Con el mismo motor Lycoming O-235 de 108  CV, el BD-4 volaba 30 km/h más rápido que un Cessna 152. Con el tiempo, el BD-4 demostró ser un avión robusto y seguro. Vendido sobre plano o como un kit, el BD-4 se ha comercializado continuamente desde 1968 y había casi 300 unidades del BD-4 en estado de vuelo a principios de julio de 2010, incluidos 235 en los Estados Unidos.

## Los nuevos modelos

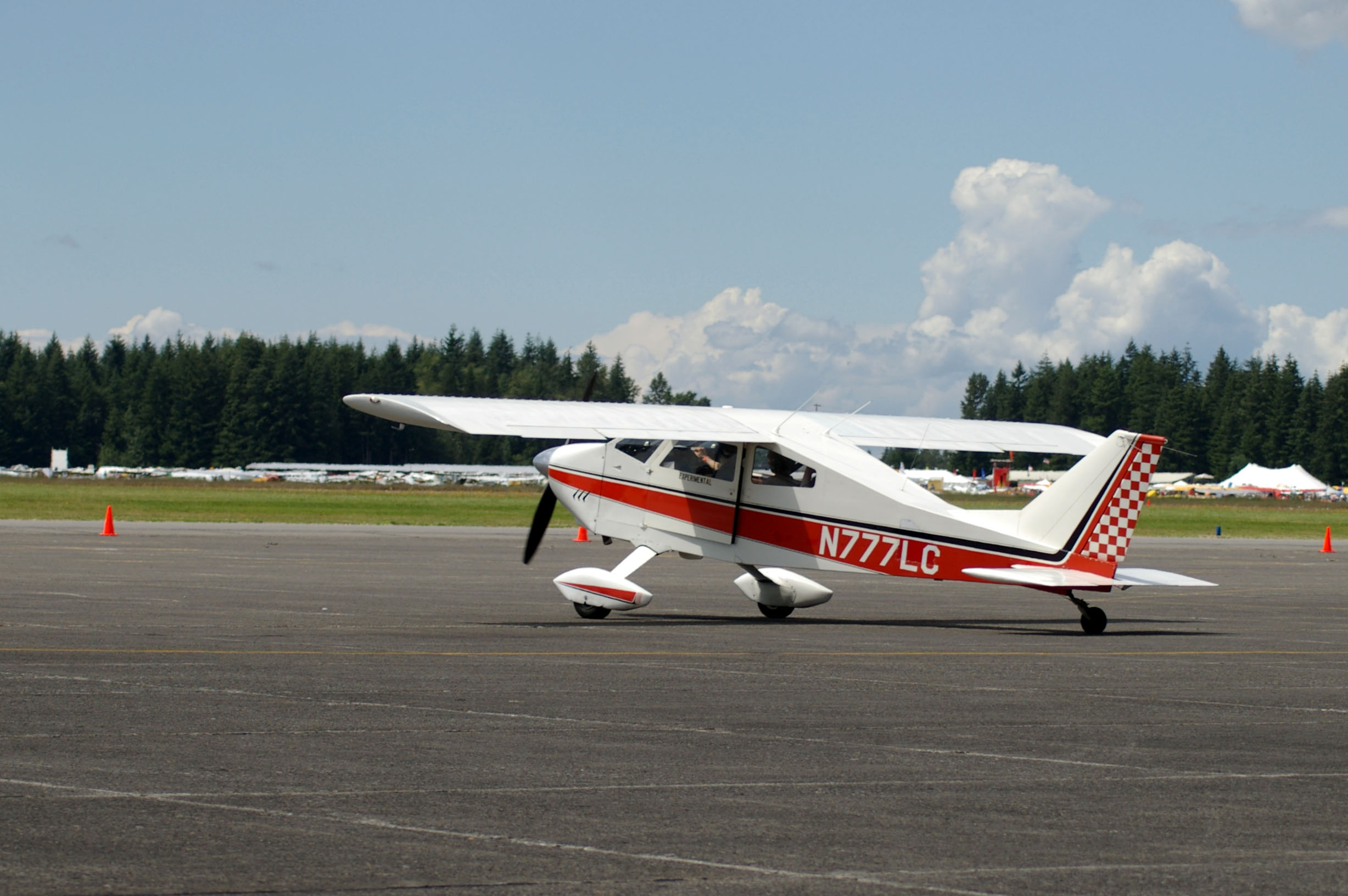

En 2007, Bede Corp modernizó el avión mediante tres nuevas versiones:
- El BD-4B tiene un ala nueva con costillas convencionales y superficie superior pegada. Esta ala es objeto de un kit separado; solo puede montarse en los modelos más antiguos.
- El BD-4C tiene un fuselaje rediseñado, la cabina se alarga 35 cm y se ensancha 10 cm y al estabilizador se le aplica la técnica de pegado.
- El BD-4LSA es un dispositivo en la nueva categoría LSA, equipado con un motor Lycoming O-233. En 2008 Bede Corp negoció con Seman Perú la posibilidad de producir el núcleo en Lima, la aviónica y el motor que se montaba en Florida. Este programa fue suspendido en septiembre de 2009 debido a la crisis económica.